# Echinocereus metornii
Echinocereus metornii är en kaktusväxtart som beskrevs av G. Frank. Echinocereus metornii ingår i släktet Echinocereus och familjen kaktusväxter. Inga underarter finns listade i Catalogue of Life.